# Brasiliens Grand Prix 2014
Brasiliens Grand Prix 2014 (officielle navn: Formula 1 Grande Prêmio Petrobras do Brasil 2014) var et Formel 1-løb som blev arrangeret 9. november 2014 på Autódromo José Carlos Pace i São Paulo, Brasilien. Det var det attende og næstsidste løb i Formel 1-sæsonen 2014, og 43. gang at Brasiliens Grand Prix blev arrangeret. Nico Rosberg i Mercedes vandt løbet fra pole position, mens hans teamkollega Lewis Hamilton tog andenpladsen, og med brasilianske Felipe Massa i Williams på tredjepladsen.

## Resultater

### Kvalifikation
| Pos.               | Nr. | Kører             | Konstruktør          | Del 1    | Del 2     | Del 3    | Grid |
| ------------------ | --- | ----------------- | -------------------- | -------- | --------- | -------- | ---- |
| 1                  | 6   | Nico Rosberg      | Mercedes             | 1.10,347 | 1.10,303  | 1.10,023 | 1    |
| 2                  | 44  | Lewis Hamilton    | Mercedes             | 1.10,457 | 1.10,712  | 1.10,056 | 2    |
| 3                  | 19  | Felipe Massa      | Williams-Mercedes    | 1.10,602 | 1.10,343  | 1.10,247 | 3    |
| 4                  | 77  | Valtteri Bottas   | Williams-Mercedes    | 1.10,832 | 1.10,421  | 1.10,305 | 4    |
| 5                  | 22  | Jenson Button     | McLaren-Mercedes     | 1.11,097 | 1.11,127  | 1.10,930 | 5    |
| 6                  | 1   | Sebastian Vettel  | Red Bull-Renault     | 1.11,880 | 1.11,129  | 1.10,938 | 6    |
| 7                  | 20  | Kevin Magnussen   | McLaren-Mercedes     | 1.11,134 | 1.11,211  | 1.10,969 | 7    |
| 8                  | 14  | Fernando Alonso   | Ferrari              | 1.11,558 | 1.11,215  | 1.10,977 | 8    |
| 9                  | 3   | Daniel Ricciardo  | Red Bull-Renault     | 1.11,593 | 1.11,208  | 1.11,075 | 9    |
| 10                 | 7   | Kimi Räikkönen    | Ferrari              | 1.11,193 | 1.11,188  | 1.11,099 | 10   |
| 11                 | 21  | Esteban Gutiérrez | Sauber-Ferrari       | 1.11,520 | 1.11,591  |          | 11   |
| 12                 | 27  | Nico Hülkenberg   | Force India-Mercedes | 1.11,848 | 1.11,976  |          | 12   |
| 13                 | 99  | Adrian Sutil      | Sauber-Ferrari       | 1.11,943 | 1.12,099  |          | 13   |
| 14                 | 26  | Daniil Kvjat1     | Toro Rosso-Renault   | 1.11,423 | ingen tid |          | 171  |
| 15                 | 8   | Romain Grosjean   | Lotus-Renault        | 1.12,037 |           |          | 14   |
| 16                 | 25  | Jean-Éric Vergne  | Toro Rosso-Renault   | 1.12,040 |           |          | 15   |
| 17                 | 11  | Sergio Pérez2     | Force India-Mercedes | 1.12,076 |           |          | 182  |
| 18                 | 13  | Pastor Maldonado  | Lotus-Renault        | 1.12,233 |           |          | 16   |
| 107%-tid: 1.15,271 |     |                   |                      |          |           |          |      |
| Kilde:             |     |                   |                      |          |           |          |      |

### Løbet
| Pos.   | Nr. | Kører             | Konstruktør          | Omgange | Tid/Udgået  | Startpos. | Point |
| ------ | --- | ----------------- | -------------------- | ------- | ----------- | --------- | ----- |
| 1      | 6   | Nico Rosberg      | Mercedes             | 71      | 1.30.02,555 | 1         | 25    |
| 2      | 44  | Lewis Hamilton    | Mercedes             | 71      | +1,457      | 2         | 18    |
| 3      | 19  | Felipe Massa      | Williams-Mercedes    | 71      | +41,031     | 3         | 15    |
| 4      | 22  | Jenson Button     | McLaren-Mercedes     | 71      | +48,658     | 5         | 12    |
| 5      | 1   | Sebastian Vettel  | Red Bull-Renault     | 71      | +51,420     | 6         | 10    |
| 6      | 14  | Fernando Alonso   | Ferrari              | 71      | +1.01,906   | 8         | 8     |
| 7      | 7   | Kimi Räikkönen    | Ferrari              | 71      | +1.03,730   | 10        | 6     |
| 8      | 27  | Nico Hülkenberg   | Force India-Mercedes | 71      | +1.03,934   | 12        | 4     |
| 9      | 20  | Kevin Magnussen   | McLaren-Mercedes     | 71      | +1.10,085   | 7         | 2     |
| 10     | 77  | Valtteri Bottas   | Williams-Mercedes    | 70      | +1 omgang   | 4         | 1     |
| 11     | 26  | Daniil Kvjat1     | Toro Rosso-Renault   | 70      | +1 omgang   | 171       |       |
| 12     | 13  | Pastor Maldonado  | Lotus-Renault        | 70      | +1 omgang   | 16        |       |
| 13     | 25  | Jean-Éric Vergne  | Toro Rosso-Renault   | 70      | +1 omgang   | 15        |       |
| 14     | 21  | Esteban Gutiérrez | Sauber-Ferrari       | 70      | +1 omgang   | 11        |       |
| 15     | 11  | Sergio Pérez2     | Force India-Mercedes | 70      | +1 omgang   | 182       |       |
| 16     | 99  | Adrian Sutil      | Sauber-Ferrari       | 70      | +1 omgang   | 13        |       |
| 173    | 8   | Romain Grosjean3  | Lotus-Renault        | 63      | Motorenhed  | 14        |       |
| Ret    | 3   | Daniel Ricciardo  | Red Bull-Renault     | 39      | Hjulophæng  | 9         |       |
| Kilde: |     |                   |                      |         |             |           |       |

Noter til tabellerne:
- 1:  - Daniil Kvjat fik en gridstraf på syv placeringer for at fuldføre straffen på ti placeringer han fik til forrige løb.[2]
- 2:  - Sergio Pérez fik en gridstraf på syv placeringer for at have forårsaget en kollision i forrige løb.[2]
- 3:  - Udgik af løbet, men blev klassificeret eftersom han havde fuldført over 90% af løbsdistancen.

## Stillingen i mesterskaberne efter løbet
| Nr. | +/- | Kører             | Point |
| --- | --- | ----------------- | ----- |
| 1   |     | Lewis Hamilton    | 334   |
| 2   |     | Nico Rosberg      | 317   |
| 3   |     | Daniel Ricciardo  | 214   |
| 4   | 1   | Sebastian Vettel  | 159   |
| 5   | 1   | Fernando Alonso   | 157   |
| 6   | 2   | Valtteri Bottas   | 156   |
| 7   |     | Jenson Button     | 106   |
| 8   |     | Felipe Massa      | 98    |
| 9   |     | Nico Hülkenberg   | 80    |
| 10  |     | Kevin Magnussen   | 55    |
| 11  | 1   | Kimi Räikkönen    | 53    |
| 12  | 1   | Sergio Pérez      | 47    |
| 13  |     | Jean-Éric Vergne  | 22    |
| 14  |     | Romain Grosjean   | 8     |
| 15  |     | Daniil Kvjat      | 8     |
| 16  |     | Pastor Maldonado  | 2     |
| 17  |     | Jules Bianchi     | 2     |
| 18  |     | Adrian Sutil      | 0     |
| 19  |     | Marcus Ericsson   | 0     |
| 20  |     | Esteban Gutiérrez | 0     |
| 21  |     | Max Chilton       | 0     |
| 22  |     | Kamui Kobayashi   | 0     |
| NC  | -   | André Lotterer    | 0     |

| Nr. | +/- | Konstruktør          | Point |
| --- | --- | -------------------- | ----- |
| 1   |     | Mercedes             | 651   |
| 2   |     | Red Bull-Renault     | 373   |
| 3   |     | Williams-Mercedes    | 254   |
| 4   |     | Ferrari              | 210   |
| 5   |     | McLaren-Mercedes     | 161   |
| 6   |     | Force India-Mercedes | 127   |
| 7   |     | Toro Rosso-Renault   | 30    |
| 8   |     | Lotus-Renault        | 10    |
| 9   |     | Marussia-Ferrari     | 2     |
| 10  |     | Sauber-Ferrari       | 0     |
| 11  |     | Caterham-Renault     | 0     |